# 基里尔·米洛夫
基里尔·米列诺夫·米洛夫（1997年1月27日—）生于杜普尼察，是一名保加利亚男子摔跤运动员，主攻古典式。他在2009年时开始练习摔跤，最初他主攻古典式摔跤的同时，也有练自由式摔跤，但他最后还是选择自己更喜欢的古典式摔跤。他在2014年开始参加国际主要青年比赛，同年在南京青奥会上夺得男子85公斤级古典式金牌，2016年，他开始参加成年级别比赛。米洛夫爱好极限运动，他也曾接触过单板滑雪、摩托车、自行车等运动。